# عبد الله بن عيسى بن سلمان آل خليفة
الشيخ عبدالله بن عيسى بن سلمان آل خليفة ، الرئيس الفخري لنادي راشد للفروسية وسباق الخيل منذ 25 يناير 2021 وهو الإبن الرابع للشيخ عيسى بن سلمان آل خليفة أمير دولة البحرين السابق والشيخة حصة بنت سلمان آل خليفة وشقيق الملك حمد بن عيسى آل خليفة ملك مملكة البحرين. 

## عن حياته
الشيخ عبدالله بن عيسى هو الأبن الرابع للشيخ عيسى بن سلمان آل خليفة أمير البحرين السابق والشيخة حصة بنت سلمان آل خليفة وشقيق الملك حمد بن عيسى آل خليفة ملك البحرين.

### المناصب التي شغلها
- في 27 يونيو 1999 أصدر الأمير الراحل الشيخ عيسى بن سلمان آل خليفة مرسوماً بتعينه نائباً لرئيس الهيئة العليا لنادي الفروسية وسباق الخيل
- في 10 مارس 2011 أصدر الملك حمد بن عيسى آل خليفة ملك البحرين مرسوماً بتغير مسمى نادي الفروسية وسباق الخيل إلى نادي راشد للفروسية وسباق الخيل وتعينه رئيساً للهيئة العليا لنادي راشد للفروسية وسباق الخيل وشغل المنصب حتى 25 يناير 2021 [1]
- في 25 يناير 2021 تولى منصب الرئيس الفخري لنادي راشد للفروسية وسباق الخيل بتوجيهات من الملك حمد بن عيسى آل خليفة ملك البحرين [2]

## حياته العائلية
متزوج وله من الأبناء:
- الشيخ عيسى بن عبدالله